# Nuraghe Losa

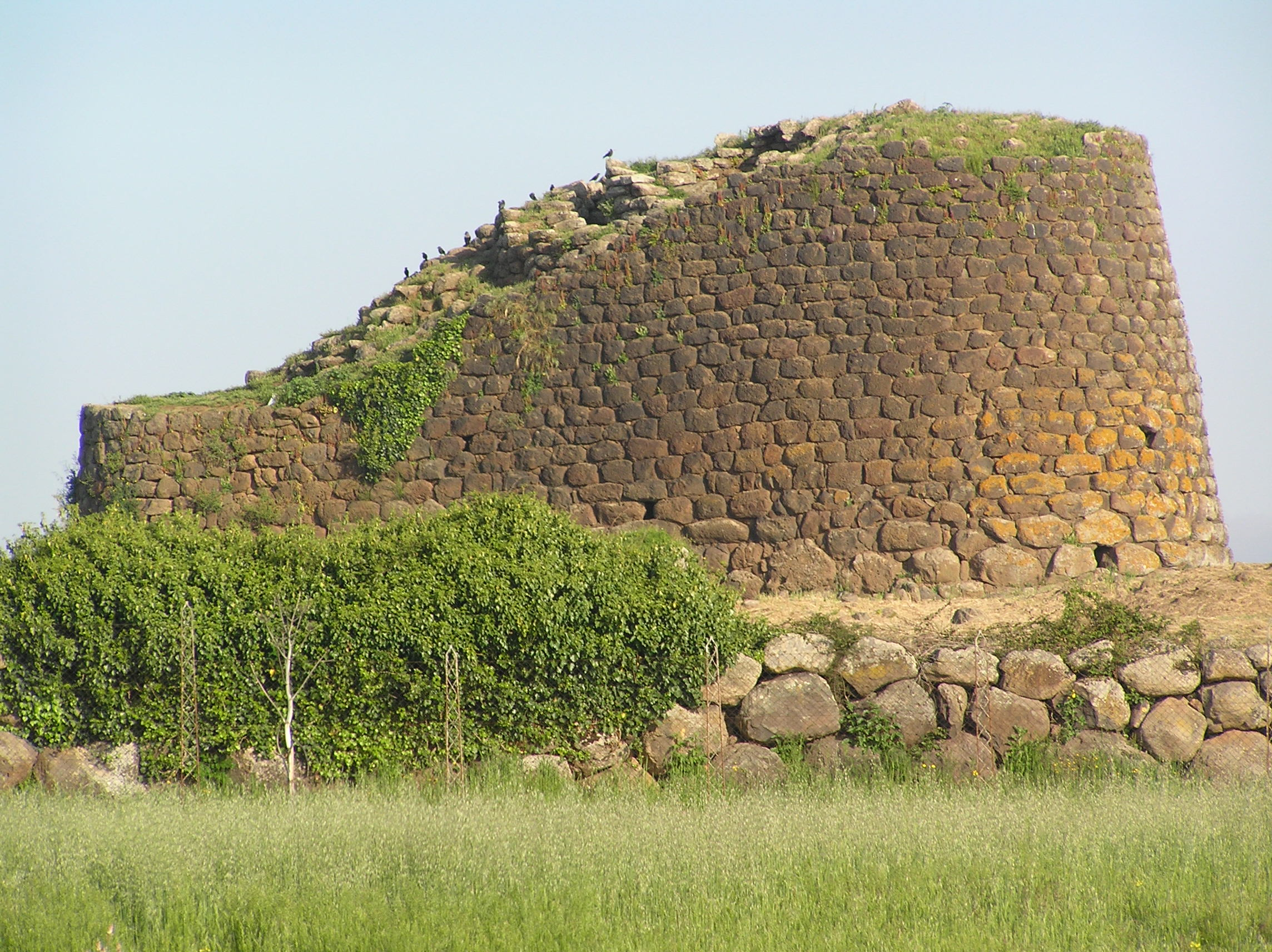
Le nuraghe Losa

Le nuraghe Losa est un nuraghe situé à proximité de la ville d'Abbasanta, en Sardaigne, en Italie. C'est l'un des nuraghes les mieux conservés de Sardaigne.
Le site  fait partie des 31 sites sardes qui sont candidats pour entrer dans la liste du patrimoine mondial de l'UNESCO, présentés et sélectionnés par la Fondation Barumini, l'association "La Sardaigne vers l'UNESCO" et la Région Sarde.

## Description
Construit entièrement en roche basaltique, le nuraghe Losa se compose d'un donjon central et d'un bastion entouré d'un rempart, doté d'au moins deux tours d'angle protégeant le mur nord.
Tout le complexe nuragique, y compris le village, est entouré par des murs. Il est proche du complexe nuragique de Santa Cristina.
Le nuraghe Losa est daté des XVe – XIIIe siècles av. J.-C., tandis que le rempart date du XIIIe - fin  XIIe siècle av. J.-C.. Au premier âge du fer, le site est peu à peu abandonné mais ne tombe pas entièrement en désuétude. Il a été réutilisé à des fins funéraires pendant les VIIe et VIIIe siècles.